# Robert Berić
Pour les articles homonymes, voir Berić.
Robert Berić, né le 17 juin 1991 à Krško en Yougoslavie, est un footballeur international slovène jouant au poste d'attaquant au Changchun Yatai.

## Biographie

### Carrière en club

#### Rapid Vienne (2014-2015)
À l'été 2014, Berić signe un contrat de quatre ans en faveur du club le plus titré et le plus populaire d'Autriche, le Rapid Vienne. Sous les ordres de Zoran Barisic et de son entraîneur adjoint, le vice-champion du monde allemand Carsten Jancker, il progresse énormément et termine deuxième meilleur buteur du championnat derrière l'Espagnol Jonathan Soriano avec un total de 27 buts en 36 apparitions, ce qui fait de lui le huitième meilleur buteur tous championnats européens confondus et le place à la 12e position pour le trophée du soulier d'or européen 2015 qui récompense chaque année le meilleur buteur d'Europe. Il devance notamment des joueurs comme Diego Costa ou Carlos Tévez.
Sur la saison 2014-2015 en championnat, Berić convertit 27 de ses 37 tirs cadrés[réf. nécessaire].

#### AS Saint-Étienne (2015-2020)

##### Saison 2015-2016
Le 29 août 2015, la station de radio RMC annonce un « accord imminent » entre l'AS Saint-Étienne et le Rapid Vienne concernant le transfert de Berić ; de son côté, Dominique Rocheteau, directeur sportif de l'ASSE, déclare espérer un accord très prochainement. Le lendemain, le joueur est présent au stade Geoffroy-Guichard pour assister à la victoire des Verts sur le SC Bastia (2-1) lors de la 4e journée de Ligue 1. Le 31 août, son agent annonce sa signature pour quatre ans à Saint-Étienne, information officialisée par son ancien club le même jour.
Recruté contre une somme comprise entre 5,5 et 6 millions d'euros au Rapid Vienne, il est le premier joueur slovène à signer à l'AS Saint-Étienne et devient le troisième joueur le plus cher de l'histoire du club forézien, seulement précédé par l'argentin Gonzalo Bergessio (6,2 millions d'euros en provenance de San Lorenzo) et le brésilien Ilan (6 millions d'euros, en provenance du FC Sochaux). Il devance notamment les internationaux français Blaise Matuidi et Dimitri Payet, tous deux recrutés en leur temps contre 4 millions d'euros.
Les numéros 9 et 11 n'étant pas disponibles, il choisit le numéro 27, soit le nombre de buts marqués sous les couleurs du Rapid Vienne en championnat la saison passée.
Il fait ses débuts sous le maillot vert le 12 septembre 2015 lors de la 5e journée de Ligue 1 avec le déplacement de l'ASSE sur la pelouse du Montpellier HSC (victoire, 1-2), en remplaçant Kévin Monnet-Paquet à la 81e minute ; il s'agissait par ailleurs de la 300e victoire stéphanoise à l'extérieur dans l'élite du football français. 
Il ouvre son compteur avec sa nouvelle équipe, en étant titulaire, le 17 septembre 2015 lors du premier match de poule en Ligue Europa, face au club norvégien de Rosenborg BK (100e match des Verts en compétition européenne), à la 4e minute, pour sa première frappe avec l'ASSE (score final, 2-2). 
Il marque son premier but dans le championnat français trois jours plus tard, à la 47e minute du match contre le FC Nantes (victoire, 2-0) comptant pour la 6e journée. Le 17 octobre 2015, il marque son deuxième but en Ligue 1 contre le GFC Ajaccio, match qui se terminera sur la victoire des verts, 2-0. Le 31 octobre, il marque, toujours à domicile, un but contre le Stade de Reims, victoire 3-0 de l'ASSE. Le 5 novembre, en Ligue Europa, il marque son second but (en trois matchs seulement) lors de l'écrasante victoire (3-0) de Saint-Étienne sur les Ukrainiens du FK Dnipro, finalistes de la précédente édition.
Le 8 novembre 2015, lors du derby face à l'Olympique lyonnais, (perdu par les siens 3-0), il est victime d'un tacle par derrière très dangereux de Jordan Ferri, qui écopera seulement d'un carton jaune, occasionnant une rupture du ligament croisé antérieur du genou droit. Alors que les statistiques du Slovène sous le maillot vert étaient encourageantes (neuf matchs de Ligue 1 pour trois buts, tous marqués au stade Geoffroy-Guichard, et trois matchs de Ligue Europa pour deux buts marqués, eux-aussi dans l'enceinte stéphanoise), cette blessure achève prématurément sa saison, son absence étant estimée au minimum à six mois,.
Le 15 mars 2016, la direction de l'ASSE annonce que Robert reprend l'entraînement avec ballon et poursuit sa rééducation. Le 14 mai suivant, il fait son retour sur les terrains de Ligue 1 lors de la dernière journée face au LOSC Lille. Il ne permet cependant pas à son équipe d'égaliser et les Verts s'inclinent 1 but a 0. L'ASSE termine le championnat 2015-2016 à la 6e place.

##### Saison 2016-2017
Sa blessure contractée au genou ne fait pas pour autant oublier ses débuts prometteurs. Christophe Galtier, l'entraîneur des verts, compte alors sur l'attaquant slovène dès le début de la saison. Il marque le but décisif de la qualification contre l'AEK Athènes lors du tour préliminaire de la Ligue Europa le 4 août 2016 (0-1 score final) et inscrit son premier but en Ligue 1 de la saison face au Montpellier HSC à l'occasion de la 2ème journée de Ligue 1 (victoire 3-1 des verts) le 21 août 2016. Le 9 septembre 2016 il égalise pour son équipe face au Paris Saint-Germain dans les derniers instants de la rencontre (1-1). Il marque de nouveau face à Mayence en Ligue Europa et, 10 jours plus tard en Ligue 1, face à Lille. 
La période qui suit est plus délicate pour l'attaquant stéphanois. En effet entre le mois de septembre 2016 et le mois de mars 2017, il n'inscrit qu'un seul but, face à Qabala en Ligue Europa. Différentes blessures l'éloignent des terrains. Il entre toutefois en jeu lors de la défaite des verts à Old Trafford face à Manchester United en 16e de finale de la C3 (0-3). 
La fin de saison lui permet d'enchaîner davantage les matchs. Il marque face à Metz lors de la 29e journée de championnat, puis il récidive face à Rennes et Bordeaux. Ses trois derniers buts sont inscrits à Geoffroy Guichard. Son entente avec son coéquipier Romain Hamouma est à souligner. L'AS Saint-Étienne finit la saison à la 8e place. Beric a inscrit 6 buts en championnat et 3 buts en Ligue Europa.

##### Prêt au RSC Anderlecht (2017)
N'entrant pas dans les plans du nouvel entraîneur stéphanois Óscar García Junyent, Berić est prêté, sans option d'achat, le 30 août 2017, au club belge du RSC Anderlecht. Alors que le prêt devait durer jusqu’à la fin de la saison, il est interrompu le 1er janvier 2018 et Berić revient à l'AS Saint-Étienne,. Il n'aura joué que six rencontres en Belgique.

##### Retour de prêt (janvier-juin 2018)
Robert Berić retrouve une équipe de Saint-Étienne en difficulté. Seizième du championnat avec seulement dix-huit buts inscrits, Jean-Louis Gasset, alors entraîneur, place beaucoup d'espoir dans l'attaquant slovène pour faire renaître une attaque en manque d'inspiration. Buteur dès son retour contre Nîmes en Coupe de France puis face à Toulouse en championnat, Berić démontre sa capacité à marquer des buts. Au cours des matchs suivants, il trouve le chemin des filets à domicile contre Marseille puis à Angers. Il inscrit également un doublé face à Dijon et il réitère cette performance contre Troyes. Artisan de la remontée au classement des verts qui finissent finalement septièmes de Ligue 1 et manquent de peu une qualification européenne, Berić termine meilleur buteur du club en championnat avec Rémy Cabella et Jonathan Bamba (sept buts).

##### Saison 2018-2019
Juste avant le début de la saison, le slovène se blesse et manque les deux premières rencontres. Alors que Berić est annoncé sur le départ, notamment en Russie, l’entraîneur des verts Jean-Louis Gasset annonce que son buteur reste au club, rappelant qu’il avait fortement contribué au regain de forme de son équipe lors de la saison dernière.
Malgré cela, le slovène ne joue que quelques minutes. Il ne bénéficie pas d’une grande confiance de son entraîneur. Il marque son premier but de la saison lors de sa deuxième titularisation face à Nîmes lors du seizièmes de finale de Coupe de la Ligue le 27 novembre 2018. Davantage utilisé par la suite, notamment en tant que remplaçant de luxe, il inscrit un but contre Nantes lors d’une victoire 3-0 puis il réitère face à Dijon pour le dernier match de l’année. 2018 aura été l’année du retour pour Berić.
Malgré ce retour en forme survenant en fin d’année il n’est pas davantage titularisé par Jean-Louis Gasset. Alors qu’il signe une prolongation de trois ans au mois de février, il profite de la blessure de dernière minute de Loïs Diony contre Strasbourg pour retrouver une place à la pointe de l’attaque. Alors qu’il ouvre la marque, il distribue également sa première passe décisive de la saison.
Mais c’est surtout en fin de saison que Berić retrouve des couleurs. Buteur à Caen puis contre Nîmes, il inscrit un doublé face à Toulouse et face à Nice lors de la dernière de la saison à Geoffreoy-Guichard. Il mène ainsi l’attaque des verts lors du sprint final. Les Verts terminent ainsi quatrième de Ligue 1 et retrouveront l'année suivante la Ligue Europa. Berić termine la saison avec neuf réalisations en championnat dont huit inscrites à domicile. Le Chaudron est sa maison : en effet lors de l'exercice 2018-2019, il affiche un ratio impressionnant d'un but toutes les quatre-vingt-dix minutes.

##### Saison 2019-2020
Après sa prolongation survenue en février 2019, l'heure n'est plus à un départ pour le slovène. Il connaît sa première titularisation de la saison lors de la quatrième journée à Marseille et foule à nouveau la pelouse d'un match européen à Gand. Entré en cours de jeu, il ne peut empêcher la défaite des siens (2-3). Il ouvre son compteur but lors de la neuvième journée à l'occasion du Derby contre Lyon. Entré à la 80e minute, il reprend victorieusement de la tête un centre de Ryad Boudebouz à la dernière minute et donne la victoire aux Verts (1-0).

#### Fire de Chicago (2020-2021)

##### Saison 2020
En difficulté et en manque de temps de jeu dans le Forez, Berić s'engage en faveur du Fire de Chicago en Major League Soccer le 18 janvier 2020. Il est lié à la franchise de l'Illinois en tant que joueur désigné pour une durée de deux saisons avec une en option. Le montant du transfert avoisine les deux millions d'euros. 
Pour ses débuts dans le championnat nord-américain, il s'offre son premier but mais ne peut empêcher la défaite contre les tenants du titre, les Sounders de Seattle (1-2). Après deux semaines d'activités dans la MLS, le championnat est suspendu en raison de la pandémie de Covid-19 aux États-Unis. C’est dans ce contexte très particulier que Berić retrouve les terrains quatre mois après, à l’occasion du tournoi nommé MLS is Back,. Le Fire de Chicago termine dernier de son groupe, malgré sa victoire inaugurale face aux Sounders FC de Seattle. Berić marque son unique but dans la compétition lors de cette rencontre.
Après ce tournoi inédit, Chicago redémarre la saison régulière le 21 août face au Crew de Columbus. Physiquement emprunté en raison de l’enchaînement des matchs, Berić n’inscrit pas le moindre but lors des cinq premiers matchs de reprise. Son équipe se retrouve même au plancher de la conférence Est. Une nouvelle rencontre face à Columbus permet à Berić de retrouver le chemin des filets (2-2, le 12 septembre). Après cela, le Slovène parvient à enchaîner et inscrit neuf nouveaux buts lors des 12 matchs suivants. Malgré une réalisation lors de la dernière journée face au New York City FC, son équipe s'incline 4-3 et manque d'un point la qualification pour les séries éliminatoires. Berić, auteur de 12 buts en 23 matchs, termine à la cinquième place du classement des buteurs de la MLS.

##### Saison 2021
Le Fire de Chicago entame sa nouvelle saison le 17 avril 2021 avec l'ambition de se qualifier pour les séries éliminatoires. L'entraîneur Raphaël Wicky est maintenu dans ses fonctions. Berić marque son premier but de la saison lors de la première journée contre le Revolution de la Nouvelle-Angleterre (2-2). Mais comme la saison dernière, l'attaquant slovène peine à se montrer efficace lors des premières rencontres. En effet, lors des dix matchs suivants, il n'inscrit pas le moindre but et le Fire enchaîne les mauvais résultats. Il parvient finalement à retrouver le chemin des filets le 7 juillet contre Orlando City et participe à la belle victoire des siens (3-0). Cependant la suite n'est pas prolifique. Inefficace dans la surface adverse, il perd sa place de titulaire. Il inscrit malgré tout son troisième but de la saison le 28 août face aux Red Bulls de New York (1-0).
Le 26 septembre, il dispute son cinquantième match avec le Fire, face au Nasville SC (0-0). Il marque son quatrième but de la saison le match suivant face au New York City FC (2-0). Devant la saison décevante du club et l'impossibilité de se qualifier pour les séries éliminatoires, l'entraîneur Raphaël Wicky est démis de ses fonctions à cinq journées de la fin du championnat. Le 20 octobre, Berić inscrit un doublé contre le FC Cincinnati et participe à la belle victoire des siens (4-3). Il marque à nouveau lors de la rencontre suivante contre le Real Salt Lake (1-0), son huitième but de la saison en trente-trois matchs.
Dès le lendemain de la dernière rencontre en saison régulière de MLS, le Fire de Chicago annonce différentes décisions quant à l'effectif 2022 et Berić voit l'option de son contrat être déclinée. Il clôt son aventure dans l'Illinois après deux saisons, avec vingt buts inscrits en cinquante-six rencontres disputées.

#### Expériences en Chine (depuis 2022)
Libre de s'engager où il le souhaite, Beric décide de signer en Chine au Tianjin Tigers FC. Il y découvre ainsi un nouveau championnat, la Chinese Super League. Retardée en raison de l'épidémie de Covid-19 qui sévit dans le pays, la compétition ne débute qu'au moins de juin. Lors de la septième journée, l'attaquant slovène, entré en jeu à la cinquantième minute, inscrit son premier but et donne la victoire à son équipe contre le Shenzhen FC (3-2).   Après avoir marqué seulement 4 buts lors de sa première saison en Chine, le slovène est beaucoup plus efficace la saison suivante en inscrivant 10 buts en championnat, aidant son équipe à finir 8e de Chinese SPL,. 
Beric quitte son club à l'issue de la saison et assume chercher un nouveau challenge hors de Chine. Il s'engage finalement en Février 2024 en première division chinoise avec la formation de Changchun Yatai. Convaincant, il marque treize buts lors de sa première saison en championnat. 

### Équipe nationale
Après avoir joué pour les Espoirs slovènes de 2010 à 2012 (treize sélections et quatre buts), il fête à l'âge de vingt-et-un ans, sa première sélection avec l'équipe principale en novembre 2012 contre la Macédoine.
Le 8 septembre 2015, il est aligné d'entrée de jeu par son sélectionneur Srečko Katanec lors du match entre la Slovénie et l'Estonie au Stadion Ljudski vrt, et donne la victoire à son pays en marquant son premier but international à la 63e minute de jeu (1-0). 
Il compte vingt-cinq sélections pour deux buts marqués.

## Statistiques

### Statistiques en carrière
| Saison                | Club                  | Championnat           | Championnat | Championnat | Championnat | Coupe nationale | Coupe nationale | Coupe nationale | Coupe de la Ligue | Coupe de la Ligue | Coupe de la Ligue | Supercoupe | Supercoupe | Supercoupe | Compétition(s) continentale(s) | Compétition(s) continentale(s) | Compétition(s) continentale(s) | Compétition(s) continentale(s) | Slovénie | Slovénie | Slovénie | Total | Total | Total |
| Saison                | Club                  | Division              | M.          | B.          | P.d.        | M.              | B.              | P.d.            | M.                | B.                | P.d.              | M.         | B.         | P.d.       | Comp.                          | M.                             | B.                             | P.d.                           | M.       | B.       | P.d.     | M.    | B.    | P.d.  |
| 2007-2008             | NK Krško              | Druga Liga            | 15          | 3           | 0           | 1               | 2               | 0               | -                 | -                 | -                 | -          | -          | -          | -                              | -                              | -                              | -                              | -        | -        | -        | 16    | 5     | 0     |
| 2008-2009             | NK Krško              | Druga Liga            | 8           | 1           | 0           | 1               | 1               | 0               | -                 | -                 | -                 | -          | -          | -          | -                              | -                              | -                              | -                              | -        | -        | -        | 9     | 2     | 0     |
| Sous-total            | Sous-total            | Sous-total            | 23          | 4           | 0           | 2               | 3               | 0               | -                 | -                 | -                 | -          | -          | -          | -                              | -                              | -                              | -                              | -        | -        | -        | 25    | 7     | 0     |
| 2008-2009             | Interblock Ljubljana  | Prva Liga             | 20          | 8           | 3           | 4               | 2               | 0               | -                 | -                 | -                 | -          | -          | -          | -                              | -                              | -                              | -                              | -        | -        | -        | 24    | 10    | 3     |
| 2009-2010             | Interblock Ljubljana  | Prva Liga             | 14+2        | 4+0         | 1+0         | 2               | 0               | 0               | -                 | -                 | -                 | -          | -          | -          | -                              | -                              | -                              | -                              | -        | -        | -        | 18    | 4     | 1     |
| Sous-total            | Sous-total            | Sous-total            | 36          | 12          | 4           | 6               | 2               | 0               | -                 | -                 | -                 | -          | -          | -          | -                              | -                              | -                              | -                              | -        | -        | -        | 42    | 14    | 4     |
| 2010-2011             | NK Maribor            | Prva Liga             | 30          | 8           | 4           | 4               | 1               | 0               | -                 | -                 | -                 | -          | -          | -          | C3                             | 1                              | 0                              | 0                              | -        | -        | -        | 35    | 9     | 4     |
| 2011-2012             | NK Maribor            | Prva Liga             | 28          | 6           | 5           | 4               | 1               | 0               | -                 | -                 | -                 | 1          | 0          | 0          | C1+C3                          | 4+7                            | 1+0                            | 1+0                            | -        | -        | -        | 44    | 8     | 6     |
| 2012-2013             | NK Maribor            | Prva Liga             | 32          | 13          | 1           | 6               | 1               | 1               | -                 | -                 | -                 | 1          | 0          | 0          | C1+C3                          | 6+6                            | 3+3                            | 1+0                            | 2        | 0        | 0        | 53    | 20    | 3     |
| Sous-total            | Sous-total            | Sous-total            | 90          | 27          | 10          | 14              | 3               | 1               | -                 | -                 | -                 | 2          | 0          | 0          | -                              | 24                             | 7                              | 2                              | 2        | 0        | 0        | 132   | 37    | 13    |
| 2013-2014             | Sturm Graz            | Bundesliga            | 35          | 10          | 10          | 5               | 2               | 1               | -                 | -                 | -                 | -          | -          | -          | C3                             | 2                              | 0                              | 0                              | 1        | 0        | 0        | 43    | 12    | 11    |
| 2014-2015             | Rapid Vienne          | Bundesliga            | 33          | 27          | 6           | 4               | 0               | 1               | -                 | -                 | -                 | -          | -          | -          | C3                             | 2                              | 0                              | 0                              | 3        | 0        | 0        | 42    | 27    | 7     |
| 2015-2016             | Rapid Vienne          | Bundesliga            | 5           | 3           | 2           | 1               | 1               | 1               | -                 | -                 | -                 | -          | -          | -          | C1                             | 4                              | 2                              | 2                              | -        | -        | -        | 10    | 6     | 5     |
| Sous-total            | Sous-total            | Sous-total            | 38          | 30          | 8           | 5               | 1               | 2               | -                 | -                 | -                 | -          | -          | -          | -                              | 6                              | 2                              | 2                              | 3        | 0        | 0        | 52    | 33    | 12    |
| 2015-2016             | AS Saint-Étienne      | Ligue 1               | 10          | 3           | 0           | -               | -               | -               | -                 | -                 | -                 | -          | -          | -          | C3                             | 3                              | 2                              | 2                              | 5        | 1        | 0        | 18    | 6     | 2     |
| 2016-2017             | AS Saint-Étienne      | Ligue 1               | 22          | 6           | 0           | -               | -               | -               | 1                 | 0                 | 0                 | -          | -          | -          | C3                             | 9                              | 3                              | 0                              | 3        | 0        | 0        | 35    | 9     | 0     |
| 2017-2018             | AS Saint-Étienne      | Ligue 1               | 15          | 7           | 2           | 1               | 1               | 0               | -                 | -                 | -                 | -          | -          | -          | -                              | -                              | -                              | -                              | 2        | 0        | 0        | 18    | 8     | 2     |
| 2018-2019             | AS Saint-Étienne      | Ligue 1               | 23          | 9           | 1           | 1               | 1               | 0               | 1                 | 1                 | 0                 | -          | -          | -          | -                              | -                              | -                              | -                              | 6        | 1        | 1        | 31    | 12    | 2     |
| 2019-2020             | AS Saint-Étienne      | Ligue 1               | 11          | 1           | 0           | -               | -               | -               | 1                 | 0                 | 0                 | -          | -          | -          | C3                             | 6                              | 0                              | 0                              | 3        | 0        | 0        | 21    | 1     | 0     |
| Sous-total            | Sous-total            | Sous-total            | 81          | 26          | 3           | 2               | 2               | 0               | 3                 | 1                 | 0                 | -          | -          | -          | -                              | 18                             | 5                              | 2                              | 19       | 2        | 1        | 123   | 36    | 6     |
| 2017-2018             | RSC Anderlecht (prêt) | Jupiler Pro League    | 6           | 0           | 0           | -               | -               | -               | -                 | -                 | -                 | -          | -          | -          | C1                             | 0                              | 0                              | 0                              | -        | -        | -        | 6     | 0     | 0     |
| 2020                  | Fire de Chicago       | MLS                   | 23          | 12          | 1           | -               | -               | -               | -                 | -                 | -                 | -          | -          | -          | -                              | -                              | -                              | -                              | -        | -        | -        | 23    | 12    | 1     |
| 2021                  | Fire de Chicago       | MLS                   | 33          | 8           | 2           | -               | -               | -               | -                 | -                 | -                 | -          | -          | -          | -                              | -                              | -                              | -                              | -        | -        | -        | 33    | 8     | 2     |
| Sous-total            | Sous-total            | Sous-total            | 56          | 20          | 3           | -               | -               | -               | -                 | -                 | -                 | -          | -          | -          | -                              | -                              | -                              | -                              | -        | -        | -        | 56    | 20    | 3     |
| 2022                  | Tianjin Tigers        | Super League          | 26          | 4           | 4           | 2               | 0               | 0               | -                 | -                 | -                 | -          | -          | -          | -                              | -                              | -                              | -                              | -        | -        | -        | 28    | 4     | 4     |
| 2023                  | Tianjin Tigers        | Super League          | 28          | 10          | 1           | -               | -               | -               | -                 | -                 | -                 | -          | -          | -          | -                              | -                              | -                              | -                              | -        | -        | -        | 28    | 10    | 1     |
| Sous-total            | Sous-total            | Sous-total            | 54          | 14          | 5           | 2               | 0               | 0               | -                 | -                 | -                 | -          | -          | -          | -                              | -                              | -                              | -                              | -        | -        | -        | 56    | 14    | 5     |
| 2024                  | Changchun Yatai       | Super League          | 28          | 13          | 6           | 1               | 1               | 0               | -                 | -                 | -                 | -          | -          | -          | -                              | -                              | -                              | -                              | -        | -        | -        | 29    | 14    | 6     |
| 2025                  | Changchun Yatai       | Super League          | 14          | 2           | 2           | 1               | 0               | 0               | -                 | -                 | -                 | -          | -          | -          | -                              | -                              | -                              | -                              | -        | -        | -        | 15    | 2     | 2     |
| Sous-total            | Sous-total            | Sous-total            | 42          | 15          | 8           | 2               | 1               | 0               | -                 | -                 | -                 | -          | -          | -          | -                              | -                              | -                              | -                              | -        | -        | -        | 44    | 16    | 8     |
| Total sur la carrière | Total sur la carrière | Total sur la carrière | 461         | 158         | 51          | 38              | 14              | 4               | 3                 | 1                 | 0                 | 2          | 0          | 0          | -                              | 50                             | 14                             | 6                              | 25       | 2        | 1        | 579   | 189   | 62    |

## Palmarès
- NK Interblock
  - Vainqueur de la Coupe de Slovénie en 2009
- NK Maribor
  - Champion de Slovénie en 2011, 2012, 2013
  - Vainqueur de la Coupe de Slovénie en 2012 et 2013, finaliste en 2011
  - Vainqueur de la Supercoupe de Slovénie en 2012, finaliste en 2011
- Rapid Vienne
  - Vice-champion d'Autriche en 2015 et 2016